# ヴィーンヌィツャ市電
ヴィーンヌィツャ市電（ウクライナ語: Вінницький трамвай）は、ウクライナの都市・ヴィーンヌィツャに路線網を有する路面電車。2021年現在はトロリーバス（ヴィーンヌィツャ・トロリーバス）や路線バスと共に、ヴィーンヌィツャ市が運営するヴィーンヌィツャ交通公社（Вінницька транспортна компанія）によって運営されている。

## 概要

### 歴史
ヴィーンヌィツャ市内に路面電車を建設する動きは既に19世紀末には存在していたが、設立会社の破産を始めとした要因で頓挫を繰り返し、複数の資産家や企業とヴィーンヌィツャ市議会との間の協議が行われた末、1912年にロシアの国内企業との間に発電所の建設を含めた路面電車網の建設契約が結ばれた。市内を流れる南ブーフ川への橋梁建設を始めとした工程を経て路面電車網が完成したのは翌1913年で、試運転を経て同年9月28日（旧暦9月15日）から営業運転を開始した。開通時に導入された車両はドイツのニュルンベルクで製造されたものだった。
開業当初は運賃の高さにより富裕層による利用が主体であったが、1917年に運賃が見直され、多くの層からの利用客を集める事となった。だが、ロシア革命による内戦の影響を受けたヴィーンヌィツャ市電は発電所の燃料不足が影響して1920年から1921年にかけて運行休止を余儀なくされた。再開後は路線の延伸に加えてソビエト連邦（ソ連）各都市からの譲渡車による車両増備を実施し、利用客の増加に対応した。1940年時点での総延長は11.6 km、車両数15両を記録したが、第二次世界大戦（大祖国戦争）の影響を受けて1941年から再度運休する事態となった。戦争の中でドイツ軍に占領されていた時期には一部区間で運行が再開されたものの、撤退時にドイツ軍はヴィーンヌィツャ市内と共に路面電車の施設も破壊し、完全な復旧は終戦後の1940年代後半となった。その過程で、1,000 mmの軌間を1,524 mmへ変更する計画もあったが実現することはなかった。
1950年代以降は車庫の新設や改修、路線の延伸などが継続して実施された他、1955年には南ブーフ川を渡る橋梁が立て替えられ、それに伴う経路変更により所要時間が短縮した。線路の総延長は1974年時点で30.4 km、1986年には34.9 km、1992年には42.4 kmを記録した他、利用客も増加を続け、1975年時点の年間利用客数が5,660万人だったものが1991年に7,070万人へと上昇した。車両については1955年以降東ドイツ製の2軸車（ゴータカー）が多数導入され、戦前の旧型車両が置き換えられた一方、1971年からはチェコスロバキア（現：チェコ）のČKDタトラで製造されたタトラカーと呼ばれる一連の車両（タトラT4、タトラKT4）の導入が継続して行われ、2軸車は1980年代までに引退した。
ソビエト連邦の崩壊以降、他都市と同様ヴィーンヌィツャ市電も利用客の減少やモータリーゼーションなどの問題に直面しているものの、市内における重要な公共交通機関として2000年代以降は次項で述べる車両や施設の近代化が積極的に進められている他、2014年12月29日にはヴィーンヌィツャ第9地区と第10地区を経由する区間が延伸され、それまで路面電車が通っていなかったヴィシェンカ小地区（мікрорайону «Вишенька»）における利便性が向上している。

### 近代化
2000年代以降、ヴィーンヌィツャ市電は海外からの支援を受けた路面電車の近代化を積極的に実施している。2006年12月、ヴィーンヌィツャ市はスイス・チューリッヒ市との間に市電の財政・技術支援プロジェクト（«Цюріхські трамваї для Вінниці»）に関する契約を結び、2012年までの6年間の間に車両基地の整備や技術支援のための訓練に加え、チューリッヒ市電で引退した車両の大量導入も実施された。この近代化プロジェクトは2020年以降も続行される事になっている。また、それとは別に2002年にはチェコの企業の支援による線路の整備が行われ、騒音や振動が大幅に抑えられている。車両についてもチューリッヒ市電からの譲渡に加え、チェコの企業の支援を受け自社工場で旧型車両の機器を用いて製造された路面電車「ヴィンウェイ（Vinway）」の導入が積極的に行われている。

## 運行
2021年現在、ヴィーンヌィツャ市電では以下の6系統が運行している。運賃はトロリーバスと同様に4フリヴニャである。
| 系統番号 | 起点               | 終点               | 備考・参考 |
| -------- | ------------------ | ------------------ | ---------- |
| 1        | Залізничний вокзал | Електромережа      |            |
| 2        | Барське шосе       | Вишенька           |            |
| 3        | Вишенька           | Електромережа      |            |
| 4        | Барське шосе       | Залізничний вокзал |            |
| 5        | Барське шосе       | Електромережа      |            |
| 6        | Залізничний вокзал | Вишенька           |            |

路線図
1号線
2号線
3号線
4号線
5号線
6号線

## 車両

### 営業用・導入予定車両
2021年時点でヴィーンヌィツャ市電に在籍する、もしくは導入が予定されている車両は以下の通り。
- タトラKT4 - チェコスロバキア（現：チェコ）のČKDタトラで生産された2車体連接車。ヴィーンヌィツャ市電には1981年から1990年にかけて81両が導入されたが、チューリッヒ市電からの譲渡車への置き換えにより廃車や「ヴィンウェイ」への更新が進み、2021年現在の在籍数は23両、うち営業に使用されているのは4両のみとなっている。一方で廃車となった一部車両はリヴィウ市電やジトーミル市電への譲渡が実施されている[11][17]。
- ヴィンウェイ（Vinway） - チェコの鉄道車両メーカーのクエーサー・プラス（Kvazar Plus s.r.o.）による支援の元、自社工場で既存のタトラカーの台車を始めとする一部機器を流用し、流線形の新造車体やチェコの電機メーカーであるセゲレツ（Cegelez）が手掛ける電機子チョッパ制御装置「TVプログレス」と組み合わせた車体更新車（機器流用車）。2015年から導入されており、対象となる車種や改造内容によって以下の形式が存在する[12][13]。
  - T4UA - 2007年まで営業運転に使用されていたボギー車のタトラT4SUの機器を用いたボギー車。5両が在籍する[13][18]。
  - KT4C - タトラKT4SUの機器を用いた2車体連接車。1両が在籍[13][19][20]。
  - KT4UA - タトラKT4SUの機器を用いた3車体連接車。中間に低床車体が追加された。4両が在籍[13][19][20]。
- チューリッヒ市電（ドイツ語版）からの譲渡車両
  - Be 4/4、B4 "カルプフェン" - ヴィーンヌィツャ市電の近代化の一環として譲渡されたボギー車。電動車のBe 4/4と付随車のB4が存在し、2021年時点でBe4 /4が10両、B4が24両在籍しているが、営業運転に使用されているのはBe 4/4の4両のみである[11][9]。
  - Be 4/6 "ミラージュ"（ドイツ語版） - 各車体に台車を有する3車体連接車。2021年現在は77両が在籍する[9]。
  - Be 4/6 "トラム2000" - 1970年代後半以降製造が実施された2車体連接車。近代化プロジェクトの第2段階の開始に合わせ、2023年以降譲渡が開始されている[注釈 3][21][22]。

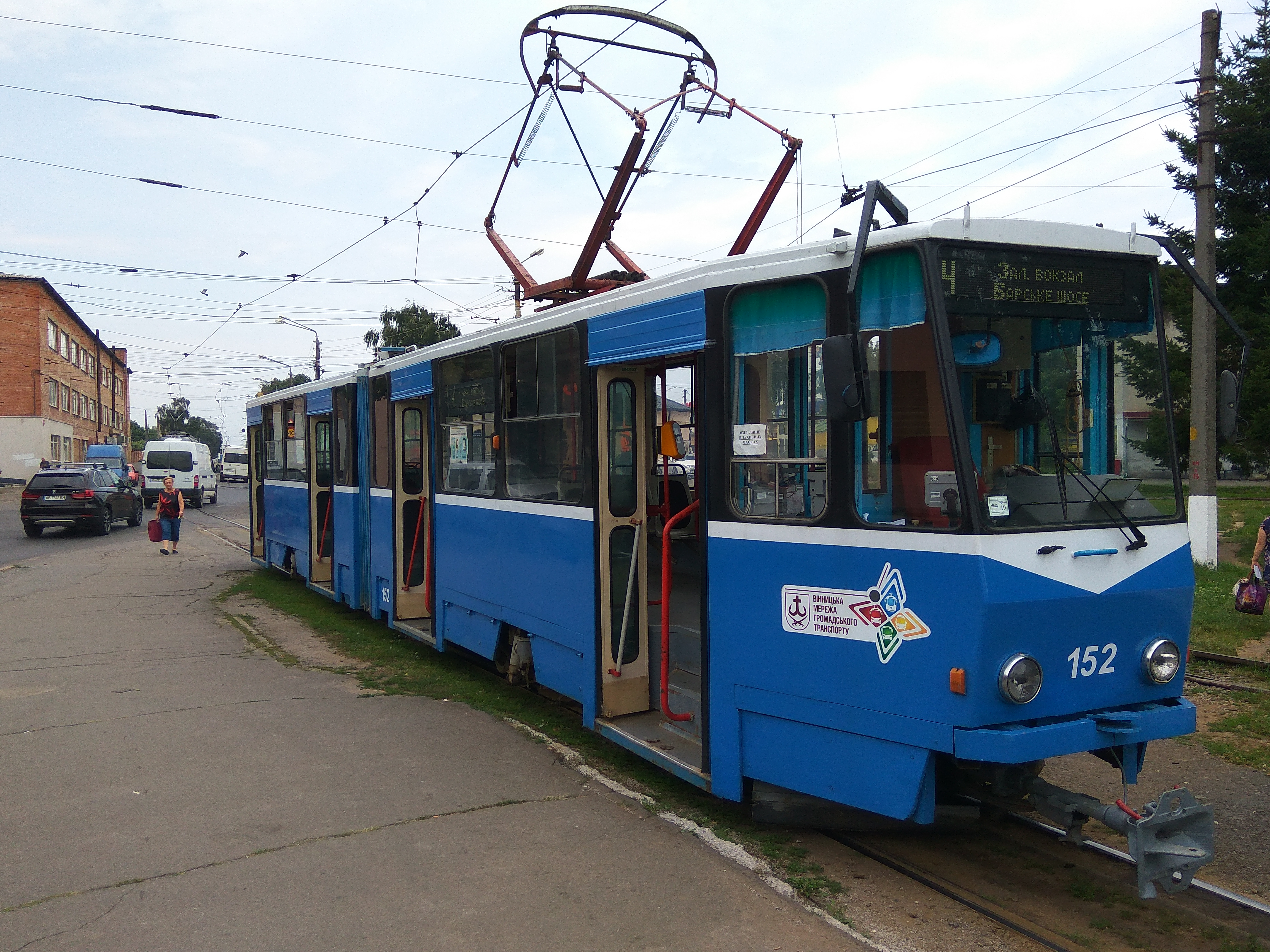
タトラKT4（2021年撮影）
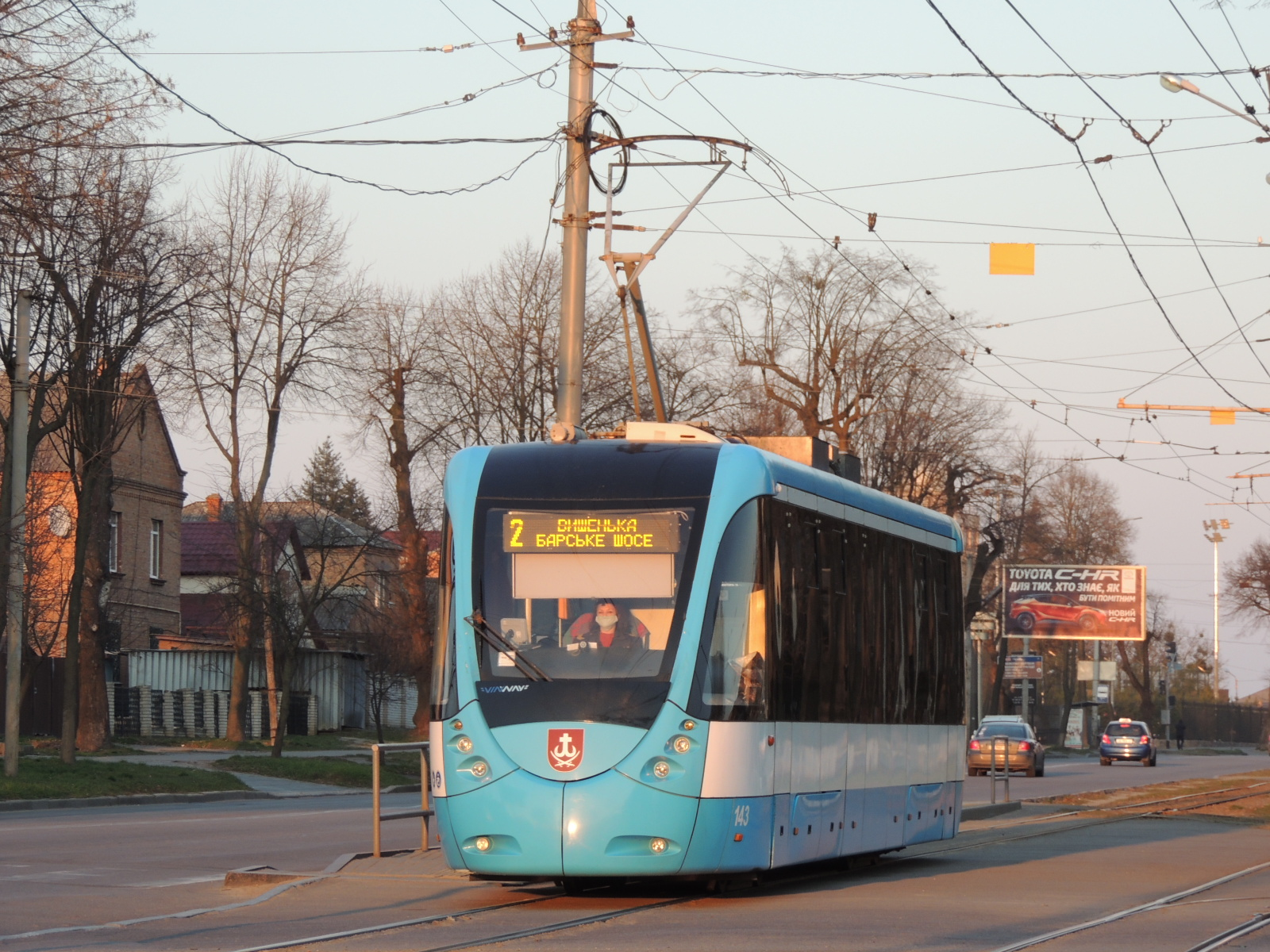
T4UA "ヴィンウェイ"（2020年撮影）
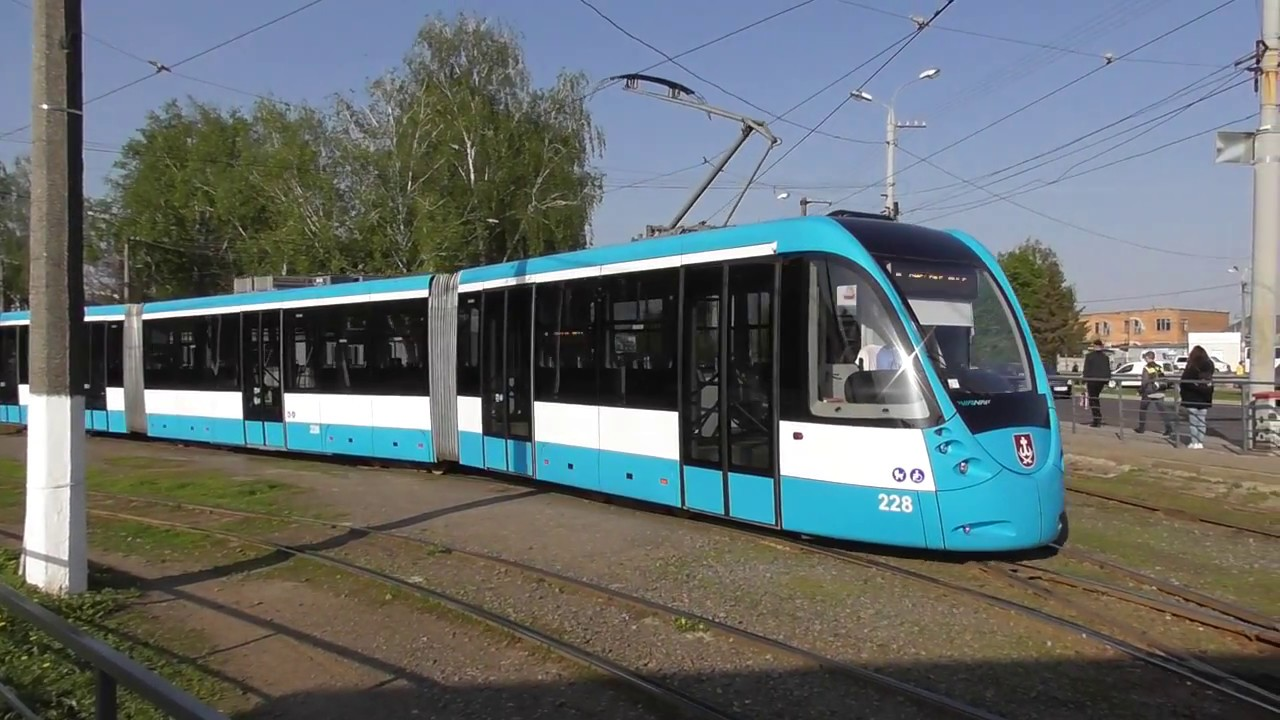
KT4UA "ヴィンウェイ"（2017年撮影）
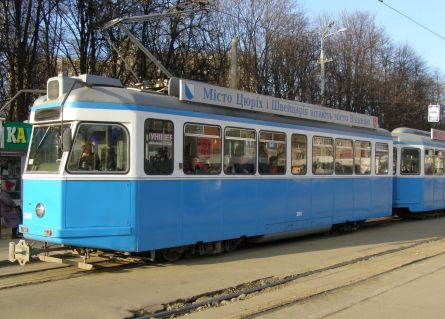
Be 4/4 "カルプフェン"（2007年撮影）
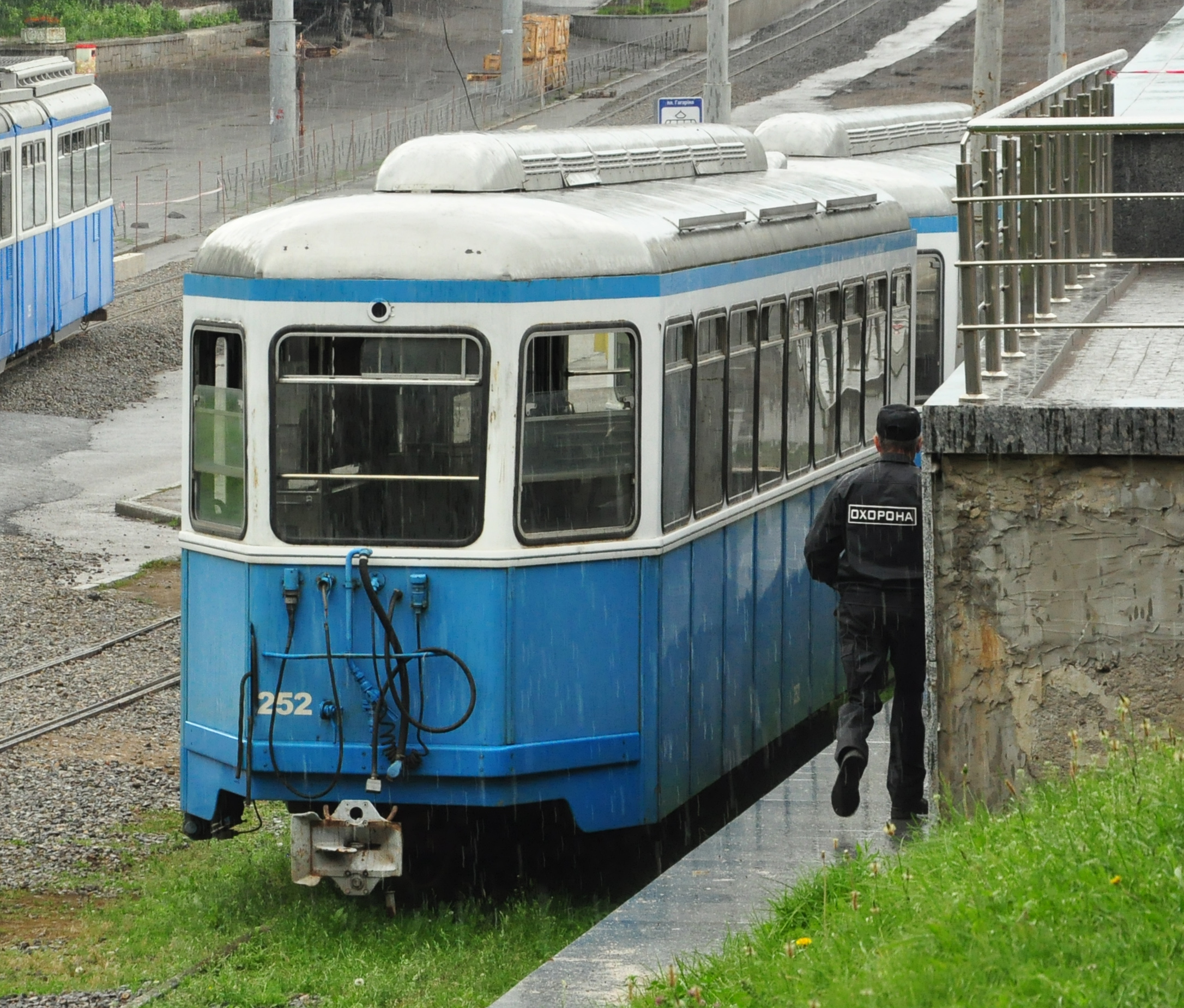
B4 "カルプフェン"（2015年撮影）
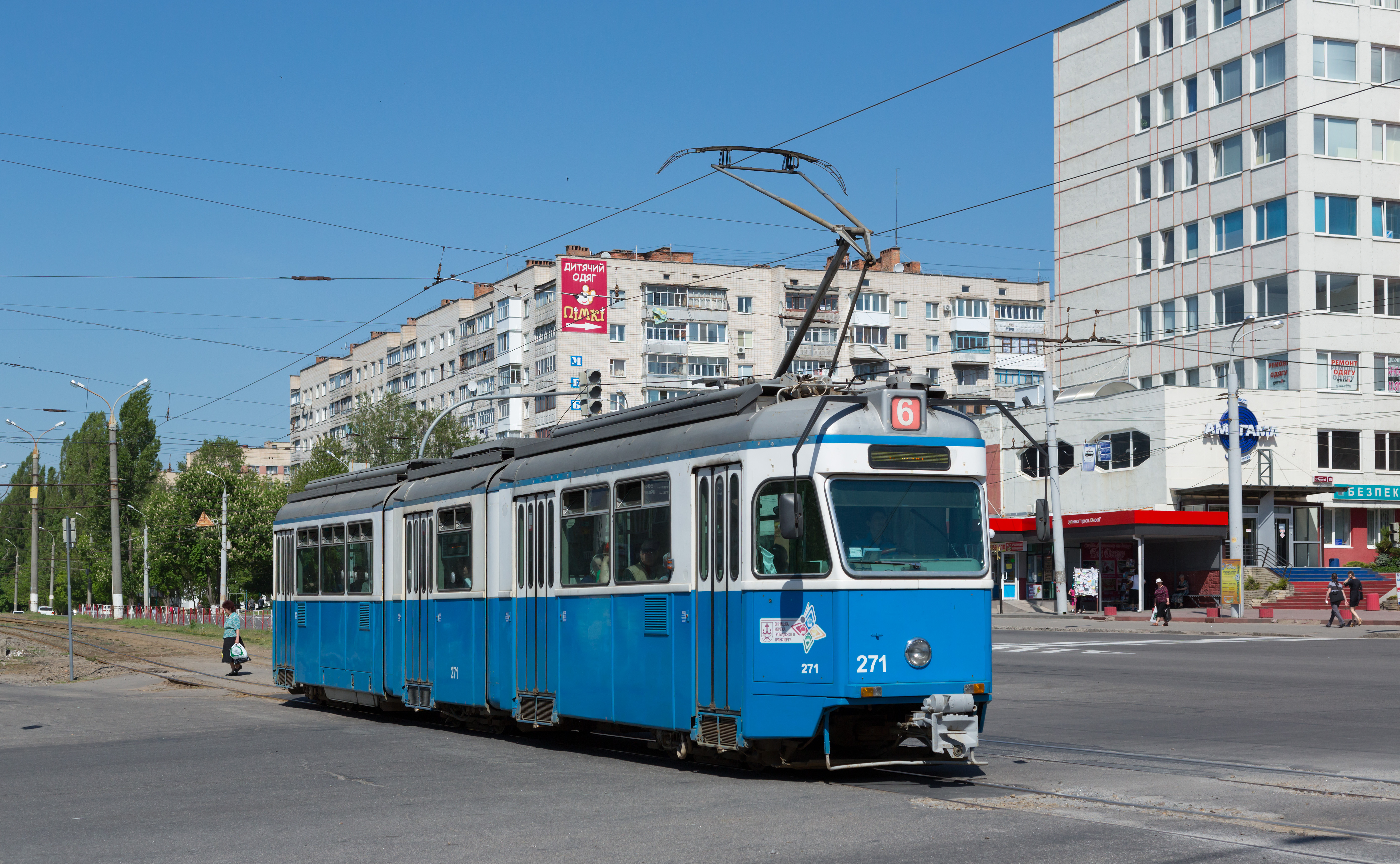
Be 4/6 "ミラージュ"（2013年撮影）
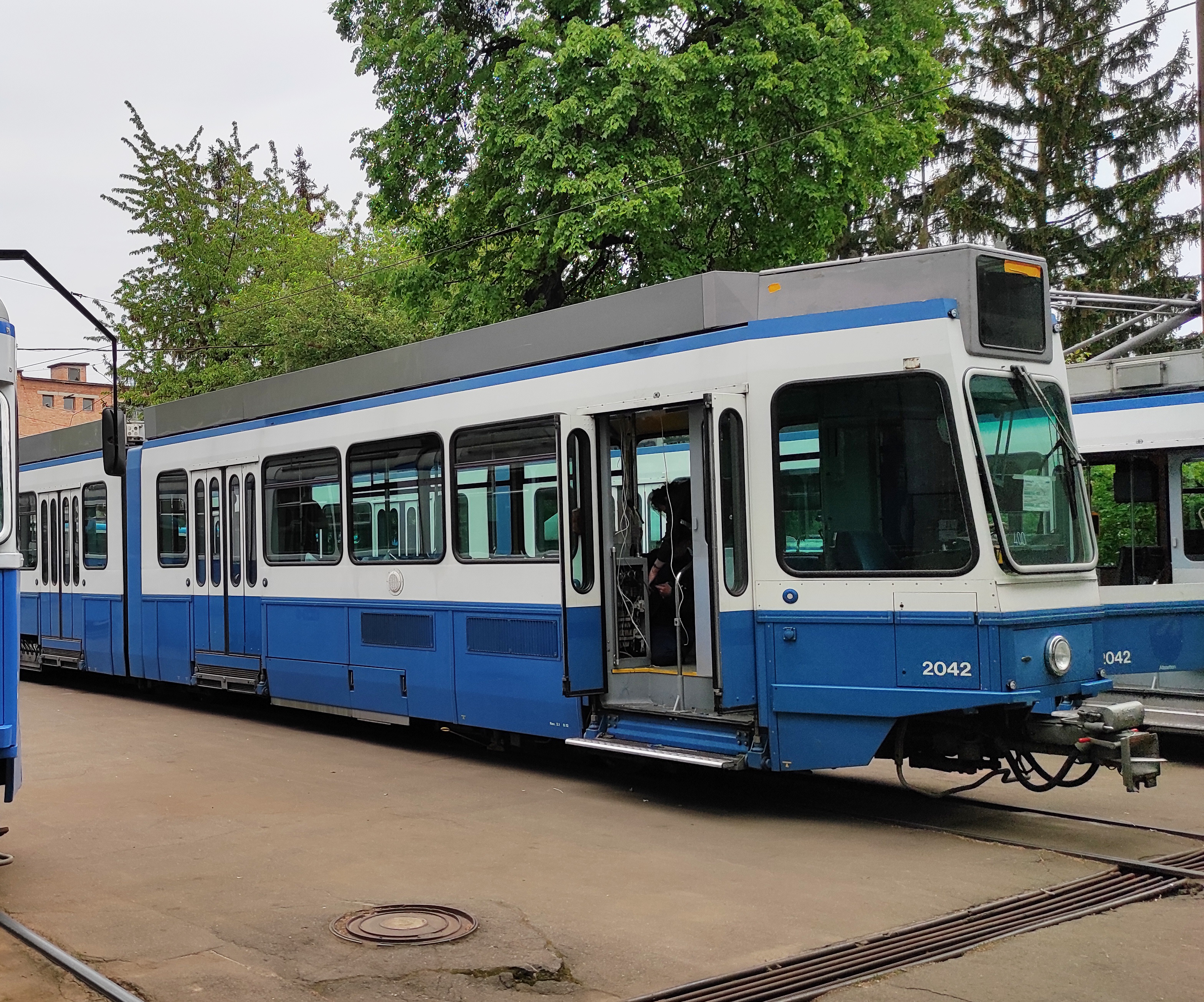
Be 4/6 "トラム2000"（2023年撮影）

### その他
- 動態保存車両
  - 1 - 1988年の路面電車開通75周年に合わせ、2軸車（ゴータカー）の台車を流用して市電工場で製造されたレトロ調の電車[23]。
  - 100 - 旧・東ドイツのゴータ車両製造で生産された2軸車（ゴータカー）。元はシンフェロポリ市電（ウクライナ語版）で使用されていた車両で、同市電が廃止になったことを受けてイェウパトーリヤ市電へ譲渡され、2012年まで使用された。その後2013年にヴィーンヌィツャ市電へ譲渡され、動態保存運転に用いられている[24]

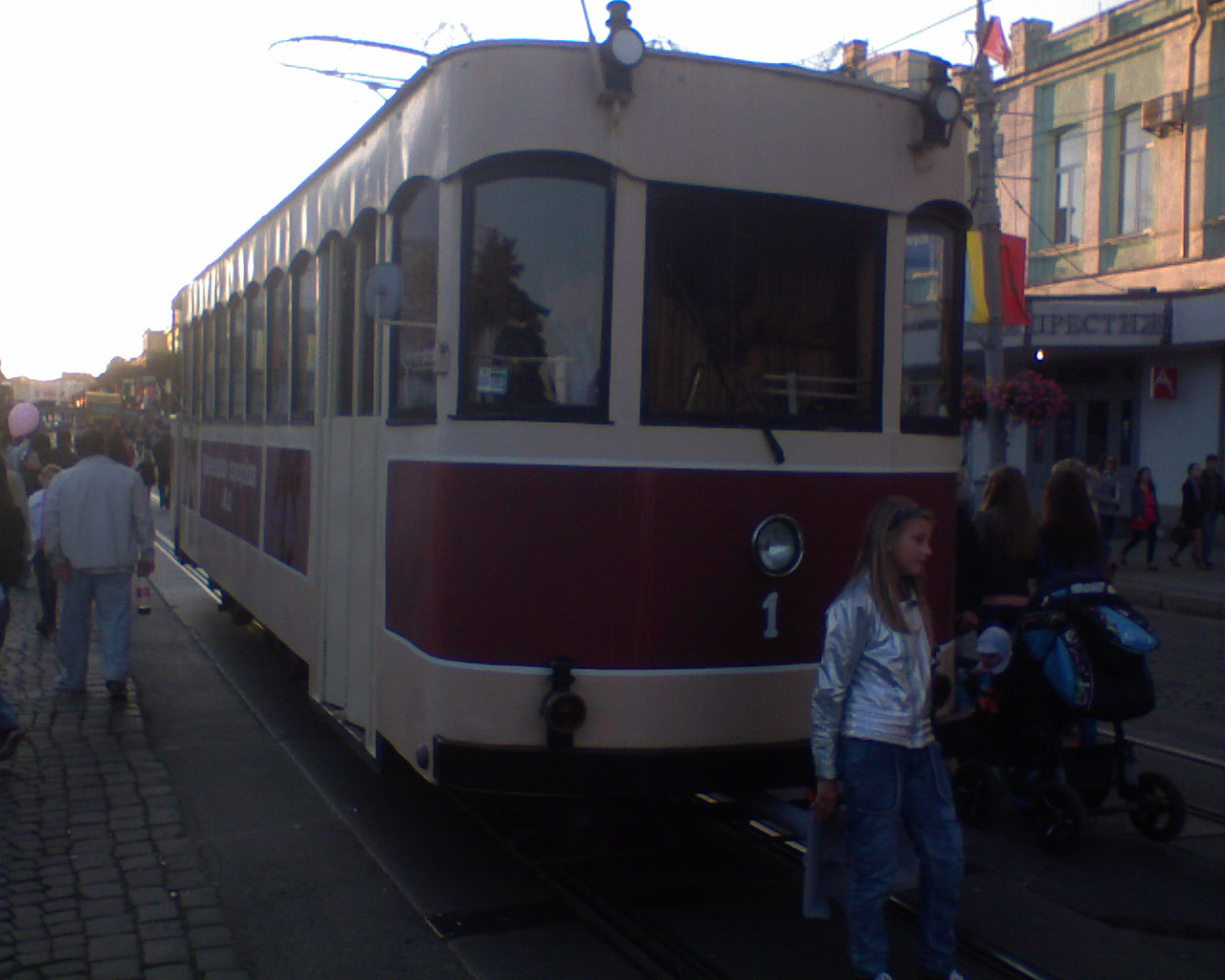
1（レトロ調車両）（2012年撮影）
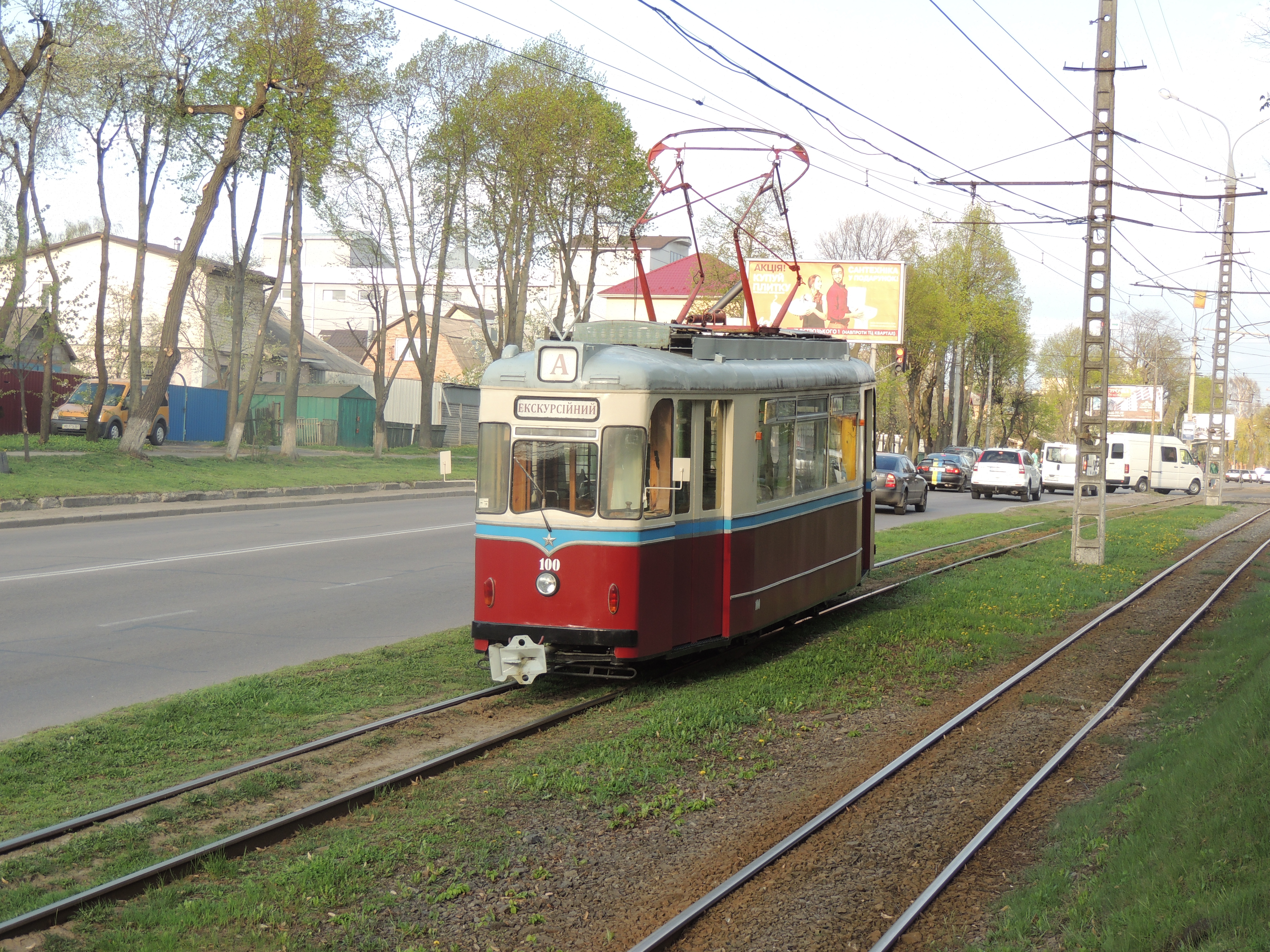
100（2018年撮影）

- 静態保存車両
- 1- 路面電車の開通に合わせてドイツのMANで製造された電車。2021年現在は路面電車の車庫前で静態保存されている[23]。
- 104- 旧・東ドイツのゴータ車両製造で生産された2軸車（ゴータカー）。100と同様、元はシンフェロポリ市電（ウクライナ語版）で使用されていたが、同市電が廃止された事により1971年にヴィーンヌィツャ市電に譲渡され、1985年まで使用された。ヴィーンヌィツャ市電で使用されたゴータカーとしては唯一の現存車両であり、2021年現在は動態復元へ向けた作業が進められている[23]。

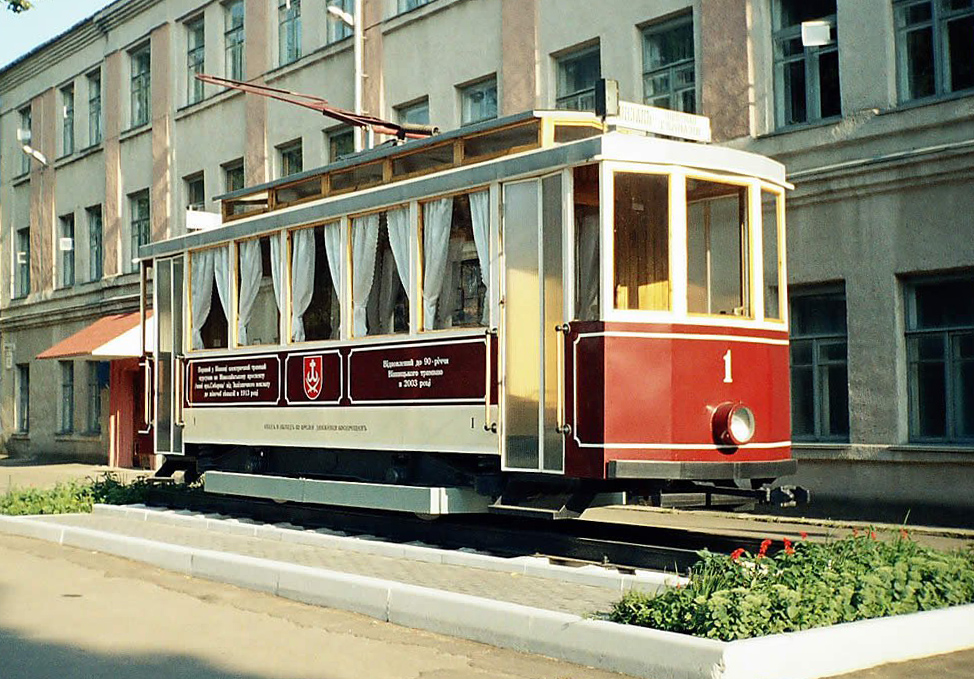
1（静態保存車両）（2008年撮影）